# Gamprin
Gamprin és una localitat del principat de Liechtenstein. Té 1.690 habitants.